# Авраменко, Василий Кузьмич
Василий Кузьмич Авраменко (род. 31 января 1936, Мурманск, Мурманский округ, Ленинградская область, РСФСР, СССР) — советский и украинский художник (станковая и книжная графика).

## Биография
В 1962 году окончил Киевский художественный институт 1962 г. Учителя по специальности — Василий Касиян, Сергей Ержиковский, Илья Штильман, Илларион Плещинский, Георгий Якутович.
Участвует в выставках с 1963 года.

## Оформление и иллюстрации
Автор оформления и иллюстраций книг:
- «Гайдамаки», поэмы Шевченко — литография (1962)
- «То не маки цветут» Валентина Тельца, (Киев, 1962)
- «Волшебные рассказы» Владимира Владко, (Киев, 1962)
- «Ничего лучшего нет, как тая иметь молодая...» — линогравюры (1963)
- «Молодой Т. Г Шевченко» — цветные линогравюры (1964)
- «Возвращение Т. Г Шевченко на Украину», триптих — цветные линогравюры (1964)
- «Земля говорит» Николая Фененко («Радуга», Киев, 1965)
- «Тарас Бульба» Николая Гоголя (Киев, 1971).

Принимал участие в иллюстрирование книг:
- «Кобзарь» — линогравюры (Киев, 1963)